# Kulturgeografiska institutionen (Stockholms universitet)

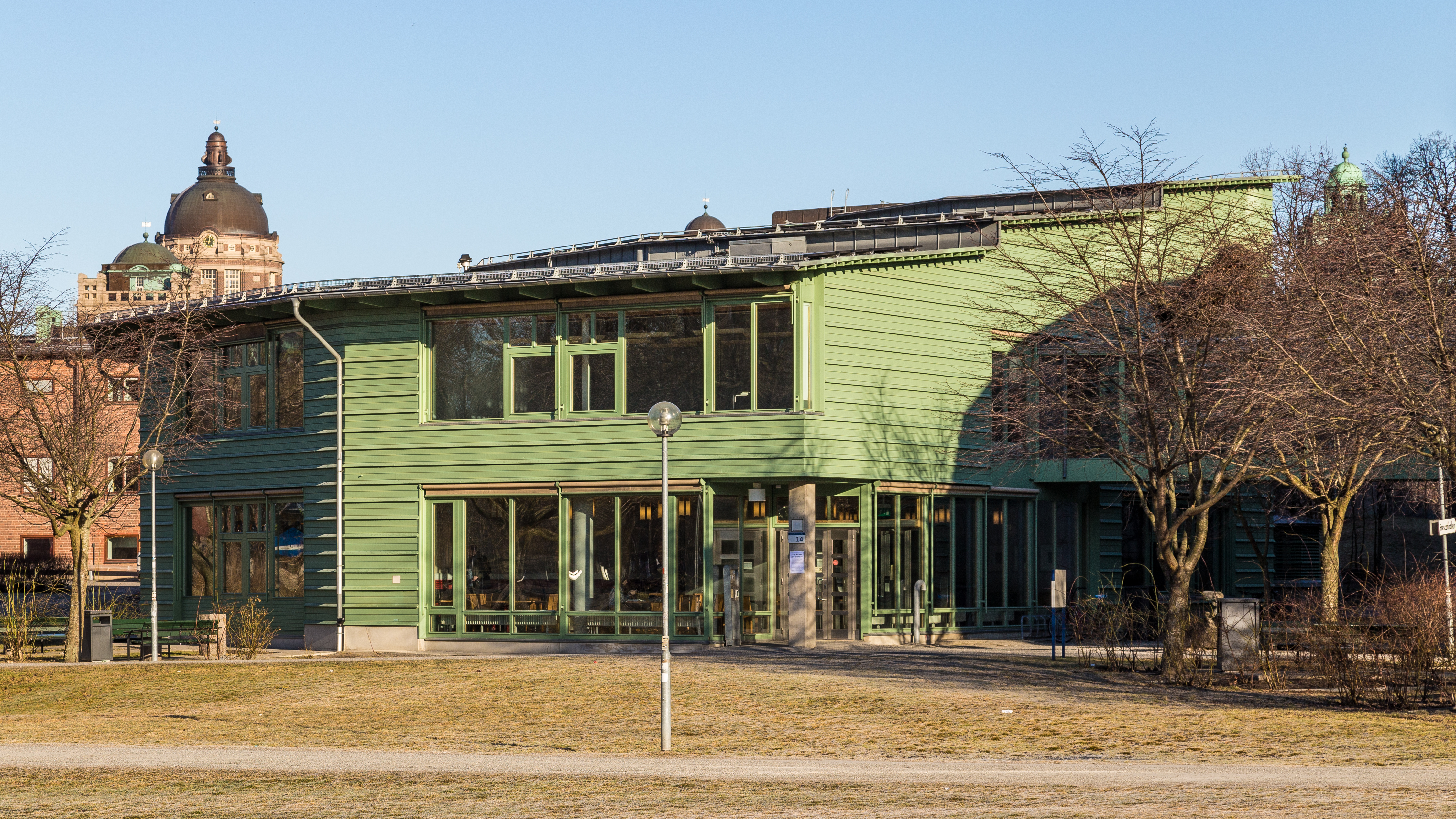
Geovetenskapens hus, byggnad Y, där huvuddelen av undervisningen bedrivs

Kulturgeografiska institutionen är en del av Samhällsvetenskapliga fakulteten vid Stockholms universitet.

## Historia
Disciplinen geografi etablerades vid dåvarande Stockholms högskola 1912 och 1929 utsågs den första professorn i geografi. Geografiska institutet vid högskolan delades 1955 och två geografiska institutioner bildades: Kulturgeografiska institutionen och Naturgeografiska institutionen (nu Institutionen för naturgeografi och kvartärgeologi). 1960 blev den privata Stockholms högskola det statliga Stockholms universitet.

## Forskning
Institutionen har tre forskningsprofiler:
- The Stockholm Urban and Regional Research Environment (SURE)
- Historisk geografi och landskapsstudier (FarmLandS)
- Befolkningsgeografi, migration och GIS

## Utbildning
På grundnivå ger institutionen kurser inom huvudområdena kulturgeografi och samhällsplanering. Institutionen ansvarar även för två treåriga utbildningsprogram som leder till kandidatexamen:
- Kandidatprogram i kulturgeografi med omvärldsanalys, 180 hp
- Samhällsplanerarprogrammet, 180 hp

På avancerad nivå ger institutionen ger kursen inom huvudområdena geografi, kulturgeografi och samhällsplanering. Institutionen ansvarar också för tre tvååriga utbildningsprogram som leder till masterexamen:
- Masterprogram i kulturgeografi, 120 hp
- Masterprogram i samhällsplanering, 120 hp
- Masterprogram i globalisering, miljö och social förändring, 120 hp

På forskarnivå ger institutionen en forskarutbildning i geografi med kulturgeografisk inriktning, 240 hp, som leder till licentiatexamen och/eller doktorsexamen.

## Lokalisering

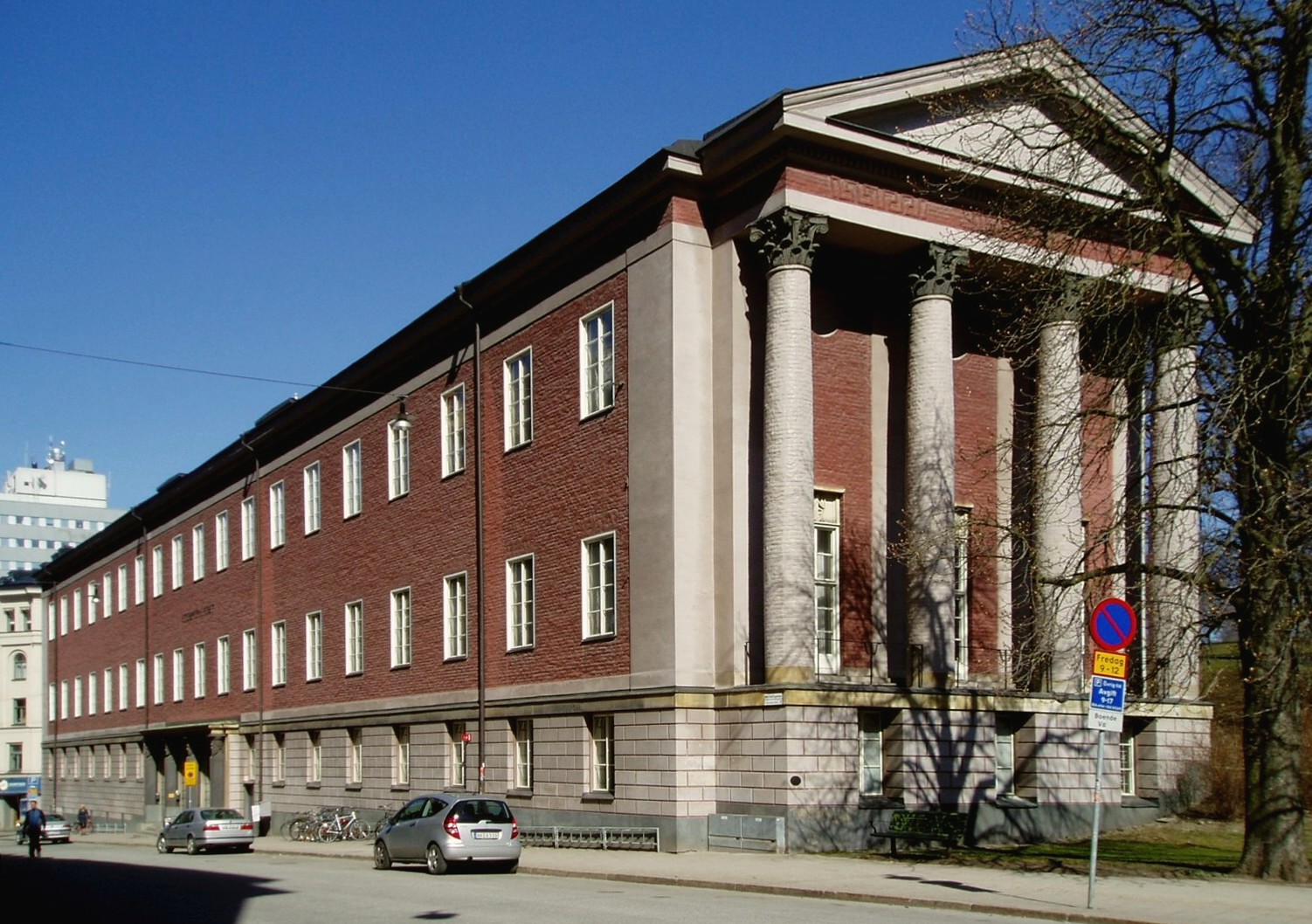
Studentpalatset

Institutionen finns sedan 1997 i Geovetenskapens hus på Stockholms universitets campus Frescati på Norra Djurgården i Stockholm. Tidigare fanns institutionen i olika lokaler på och runt Observatoriekullen; senast på Norrtullsgatan 2 i den byggnad som nu kallas Studentpalatset.